# Dagens rätt

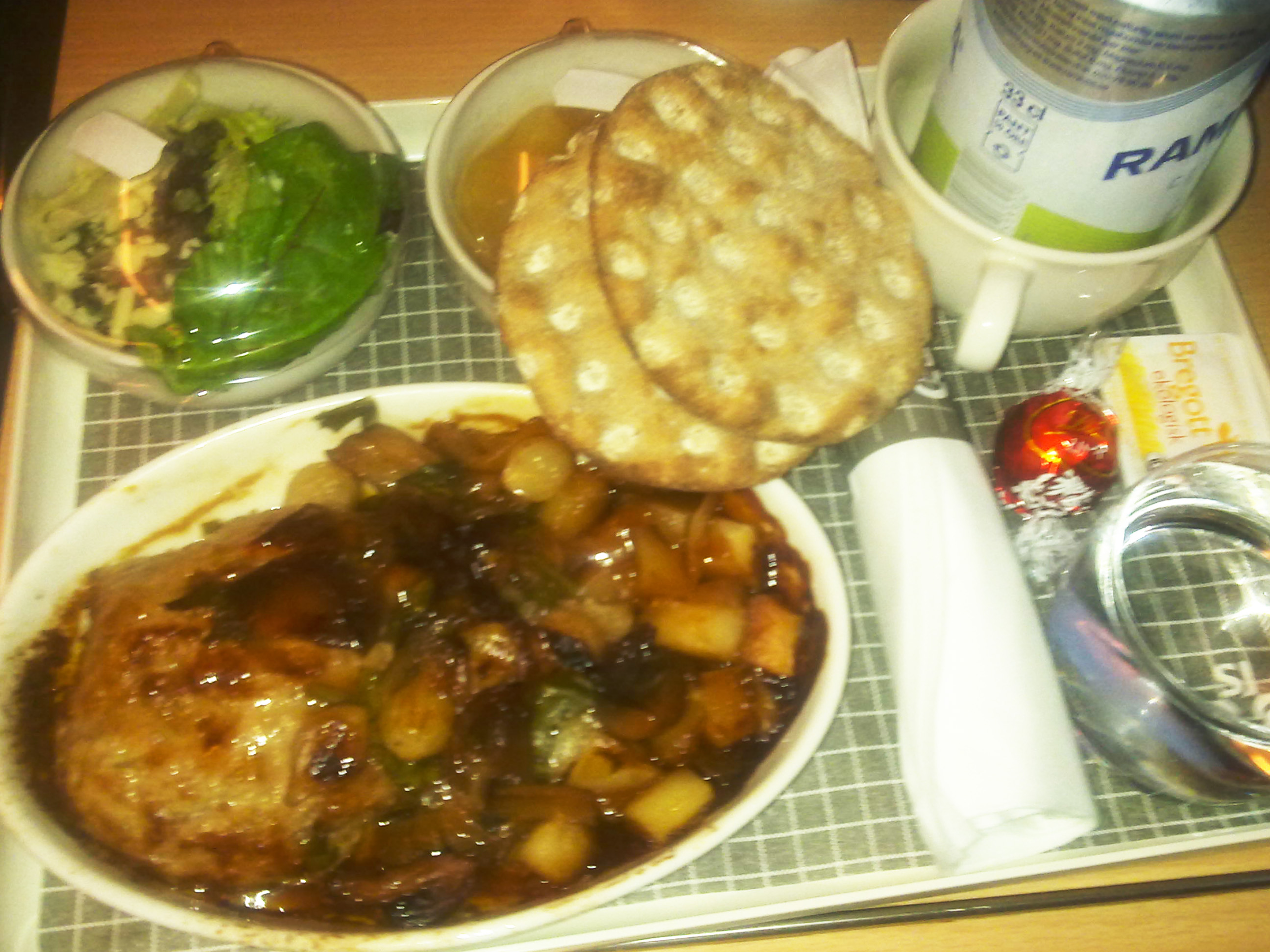
Dagens rätt en Suède.

Les dagens rätt, aussi appelés dagens lunch, littéralement « le plat du jour », sont des formules bon marché que les restaurateurs suédois proposent au temps du déjeuner, généralement entre 11 et 14 h.

## Plat du jour à prix unique

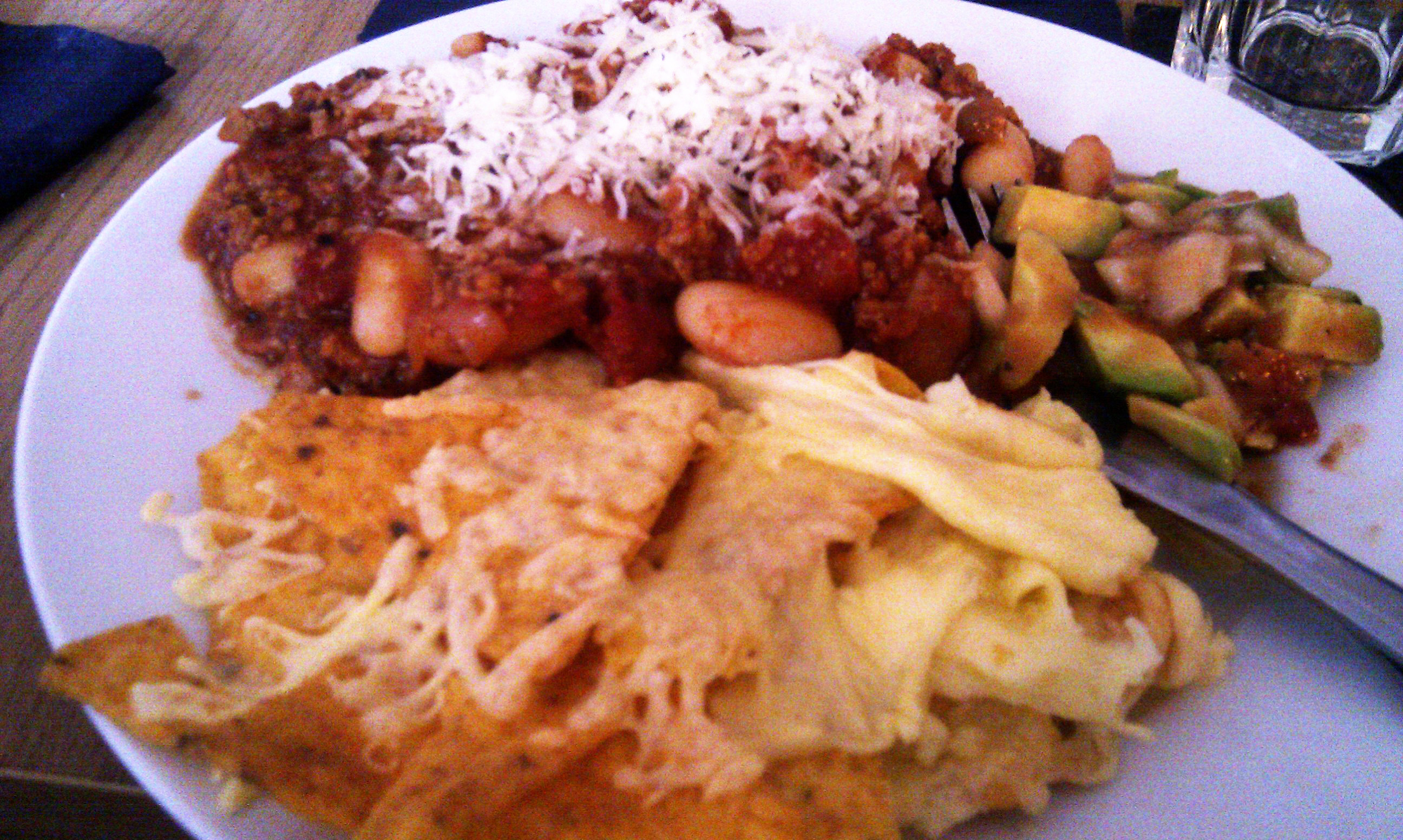
Dagens rätt servi dans un TexMex.

Le dagens rätt fournit une offre à bas prix pour les hôtes : le déjeuner a un prix relativement faible fixé d'avance et le client obtient pour un prix modique un plat, une boisson, une salade et un café.
Les caractéristiques de ce déjeuner traditionnel sont que tous les plats sur le menu ont le même prix et le client, sur demande, sans supplément de prix, a la possibilité de composer librement un repas avec tous les plats inscrits sur le menu durant le laps de temps.
Le concept traditionnel de ce type de déjeuner vient à s'éroder. Il a même été supprimé dans certains restaurants. Pourtant, il est désormais habituel pour les restaurateurs qui veulent faire la publicité de leur capacité à répondre aux souhaits des « invités du déjeuner » de le proposer pour un prix abordable et des repas variés.  Le dagens rätt reprend l'idée du traditionnel lunchbuffé, à la seule différence que pour ce dernier les clients se servent eux-mêmes les plats.